# セミステンレス車両
セミステンレス車両（セミステンレスしゃりょう）は、内部構体に普通鋼を使用し、車体外板にのみステンレス鋼を使用した鉄道車両やバスのこと。
外板のみをステンレス鋼板としたことからスキンステンレス車両（帝都高速度交通営団（現・東京地下鉄）での公式名称）ともいわれる。
1950年代から出現したが、その後、構体や台枠までステンレス鋼製のオールステンレス車両が普及したことから、日本における製造は基本的に1960年代から1980年代までにとどまっている。

## 利点
- 鋼製車では必要な塗装が不要で、塗料代、塗装作業費等の保守経費が節約できる。
- ステンレスを使用する外板については鋼製車のような錆による腐蝕代を見込む必要がなく、また張力が高い（ハイテンション）ため外板を薄くでき、その分重量を軽減できる。
  - 上記2点の長所はオールステンレス車両と共通するものである。
- 骨格については普遍性のある普通鋼製車両の基本構造を応用でき、多くの専門的ノウハウを要するオールステンレス車両に比べると、開発・製造技術のハードルが低い。製造コストの面でも、以前はオールステンレス車両に比べて低く抑えることができた。
  - このため、オールステンレス車両の製造ライセンスやノウハウを持たないメーカーも多かった1980年代以前、公営の地下鉄や公共企業体経営のニュータウン鉄道などは、発注メーカーをオールステンレス車両製造技術のある企業に絞ることができない（公開入札発注を図る必要がある）立場上、メンテナンス軽減やコストダウンと、入札参加企業の門戸を広くするための両立策として、セミステンレス車を導入した事例が多く見られた。

## 欠点
- オールステンレス車両に比して絶対的耐久性で劣り、普通鋼製車両に比して製造コスト面で不利である。
- 車体外板はステンレスのため腐食に強いが、内部構体が普通鋼であることから異種金属接触腐食が発生するため、構体部分の劣化は普通鋼製車両より早く、寿命面でのメリットに乏しい。
- 部材が硬い、溶接痕が目立つなどの理由で、板金などによる部分補修が難しい。これは後に、パネルごと交換する方法の導入で、広範な対応が可能となった。
- ステンレス鋼材と普通鋼材の異種材スポット溶接部分の引張剪断強度の管理が難しく、また、この部分の腐食による剥離が発生しやすい。
- 冷房装置の後付けなど、改造が困難。

## 日本のセミステンレス製の鉄道車両

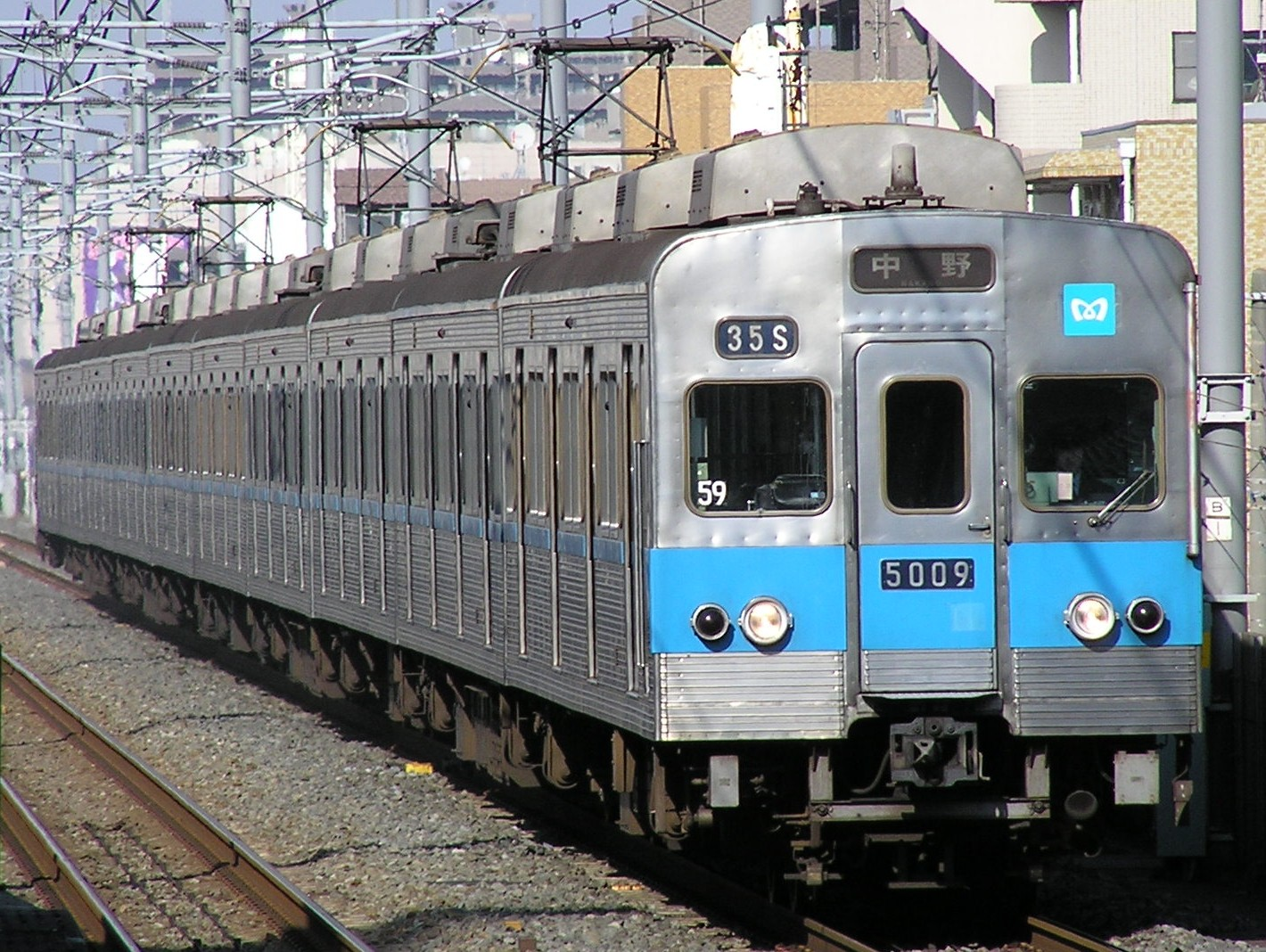
セミステンレス車両の例（営団5000系電車）。外見からはオールステンレス車両との区別は不可能である

- 日本国有鉄道EF10形電気機関車（廃系列、24・27・35・37・41号機）
  - 既存車両の外板張り替え工事による。1953年に施工され、日本最初のセミステンレス車となった。
- 日本国有鉄道EF30形電気機関車（廃系列）
- 日本国有鉄道EF81形電気機関車（300番台のみ）
- 日本国有鉄道サロ153形電車（900番台）（廃系列）
- 営団3000系電車（東京地下鉄内では廃系列）、一部は長野電鉄に譲渡され3500系として使用されていたがこちらも廃系列。2007年に2両が東京地下鉄に戻り保存。
- 営団5000系電車（東京地下鉄内では廃系列、一部編成はアルミニウム合金製）、一部は東葉高速鉄道に譲渡され1000形として使用されていたが全廃、セミステンレス車の一部をインドネシアへ譲渡
- 東京都交通局5200形電車（廃系列）
- 東京都交通局6000形電車（都営地下鉄内では廃系列）、一部は秩父鉄道・熊本電気鉄道・インドネシアに譲渡。
- 東京都交通局10-000形電車（廃系列。試作車から2次車のみ。3次車以降はオールステンレス製）
- 横浜市交通局1000形電車（廃系列）
- 江ノ島鎌倉観光1000形電車（1500形のみ）
- 江ノ島電鉄2000形電車
- 江ノ島電鉄10形電車
- 江ノ島電鉄20形電車
- 東急5200系電車（廃系列）
- 東急6000系電車（廃系列）
- 東急300系電車
- 茨城交通600形ケハ601（廃系列）
- 京成3500形電車（3583～3588, 3593～3596の10両はオールステンレス製）
- 北総開発鉄道7000形電車（廃系列、ごく一部はオールステンレス製）
- 岳南鉄道モハ1100形電車（廃系列、汽車製造製のモハ1105のみ）
- 名古屋市交通局3000形電車（廃系列）
- 大阪市交通局30系電車（廃系列、アルミニウム合金製と混在）
- 北大阪急行電鉄2000形電車（廃系列）
- 北大阪急行電鉄7000形電車（大阪市交通局30系に編入）
- 大阪府都市開発100系電車（廃系列）
- 大阪府都市開発3000系電車（末期製造車はオールステンレス製）、吸収合併に伴い南海電気鉄道に継承
- 阪神5201形（廃系列、5201・5202のみ）
- 山陽電気鉄道2000系電車（廃系列。2010-2500-2011および2014-2506-2015の3両編成2本のみ）
- 福岡市交通局1000系電車

## セミステンレス製のバス

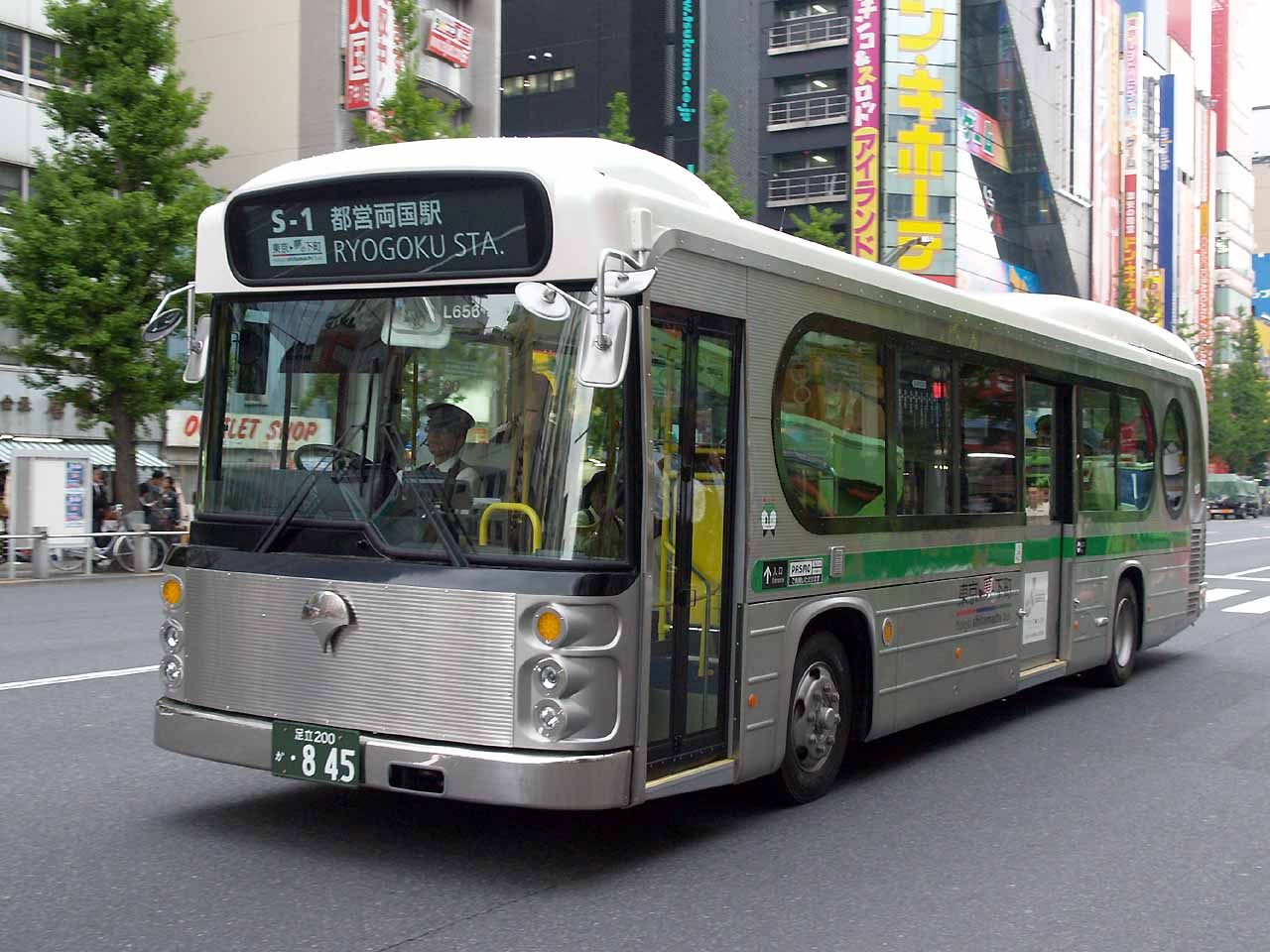
「東京→夢の下町」で使用されているセミステンレス製バス

アメリカ合衆国・台湾・韓国などでは主に観光バス・長距離バスにおいて外板をステンレス製とした車両が採用されている例がある。
日本国内では過去に札幌市交通局の観光バス・寝台バスや昭和自動車でステンレス製外板の採用例があった。

現在では東京都交通局の観光路線バス「東京→夢の下町」や京成トランジットバスの東京ディズニーリゾートパートナーホテルシャトルバスなど一部に限られている。いずれも、前者は日野・レインボーを、後者は日野・ブルーリボンをベースに東京特殊車体で改造されたものである。